# لويز ويبر
لويز ويبر (بالفرنسية: La Goulue)‏ (و. 1866 – 1929 م) هي راقصة، وعارضة فرنسية، ولدت في كليشي، توفيت عن عمر يناهز 63 عاماً.

## معرض صور

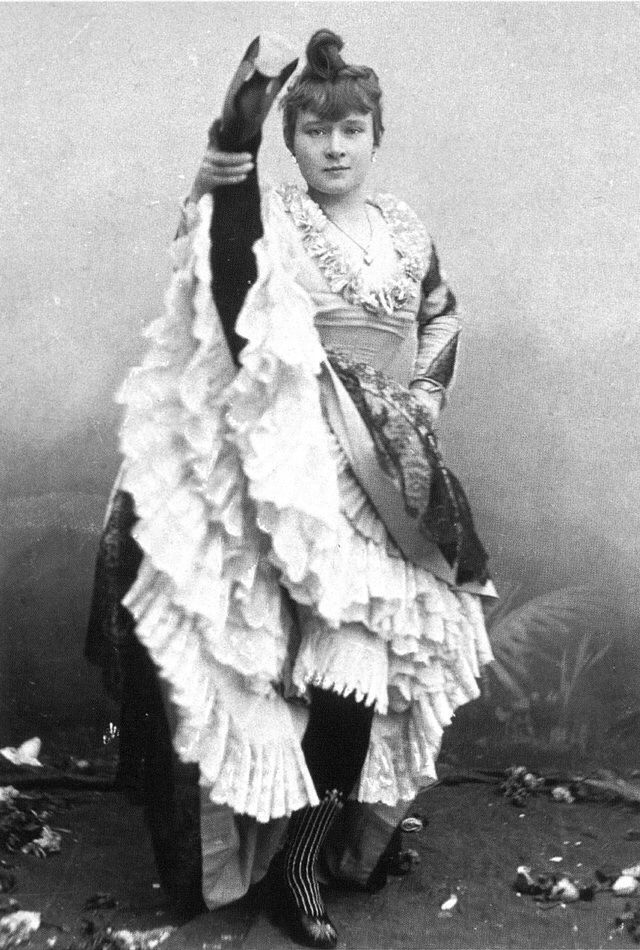
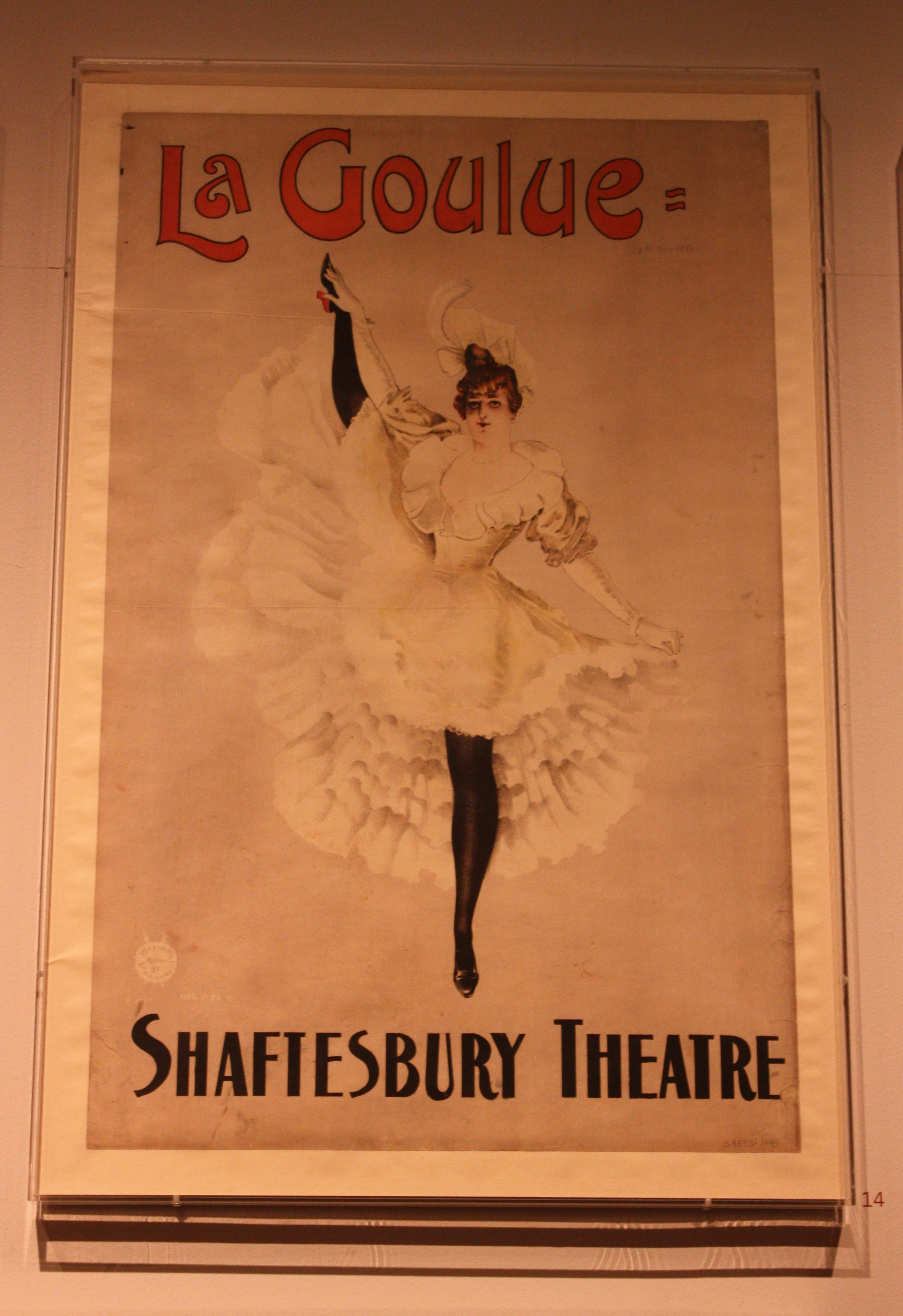
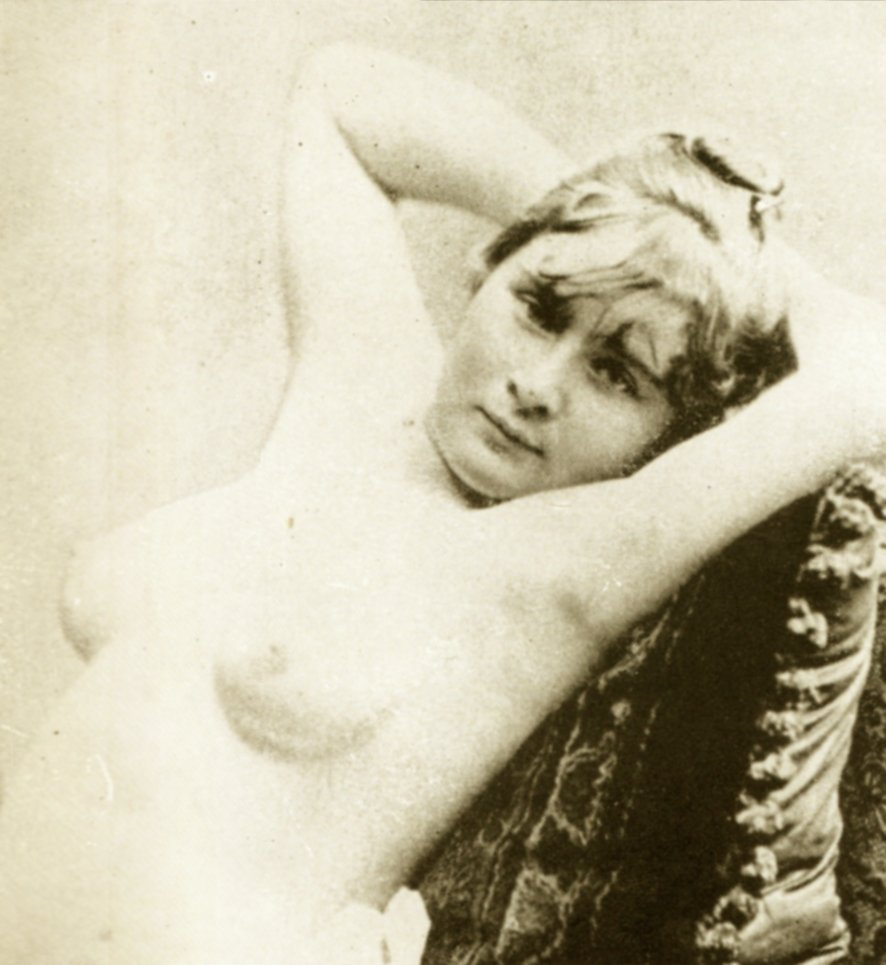
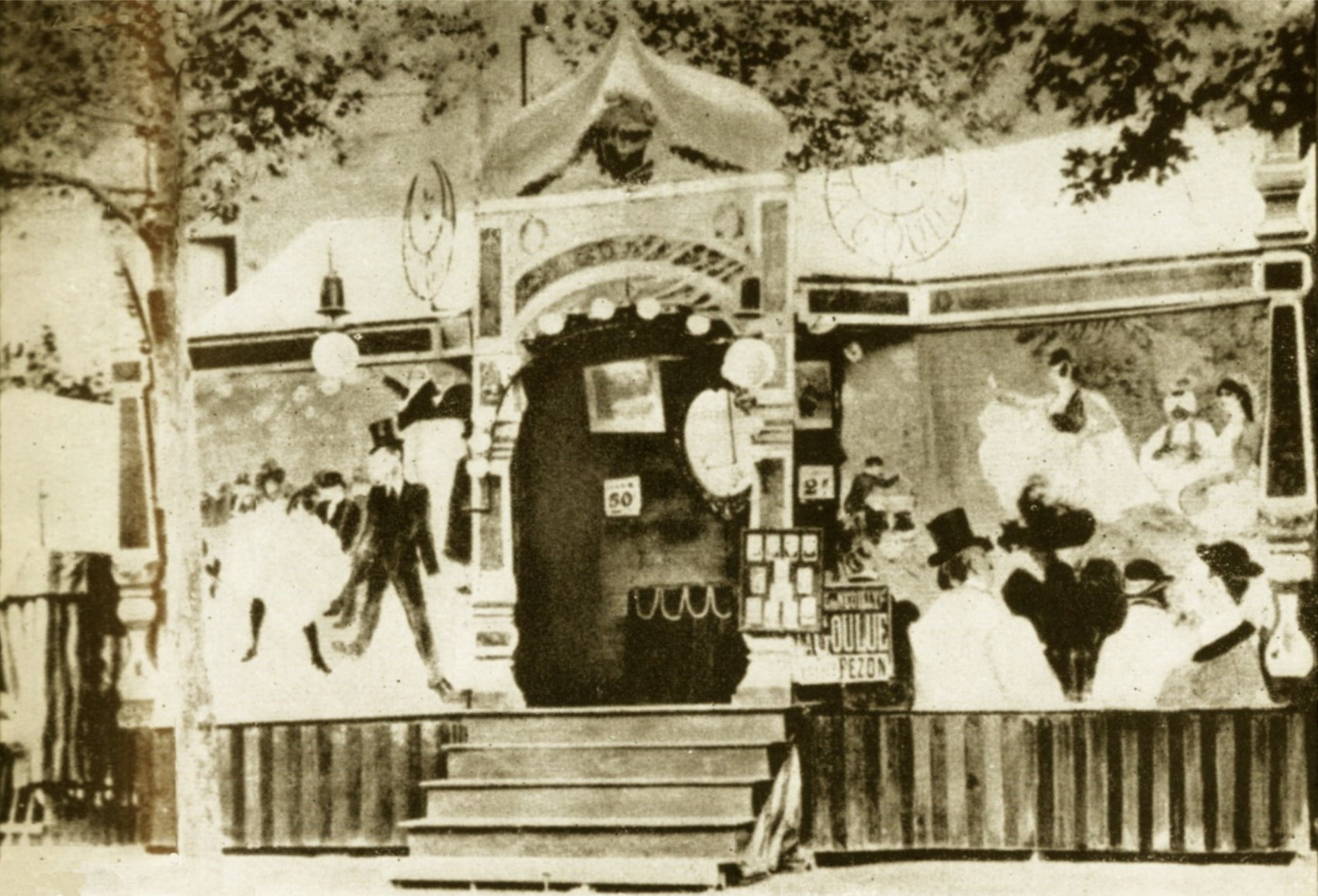
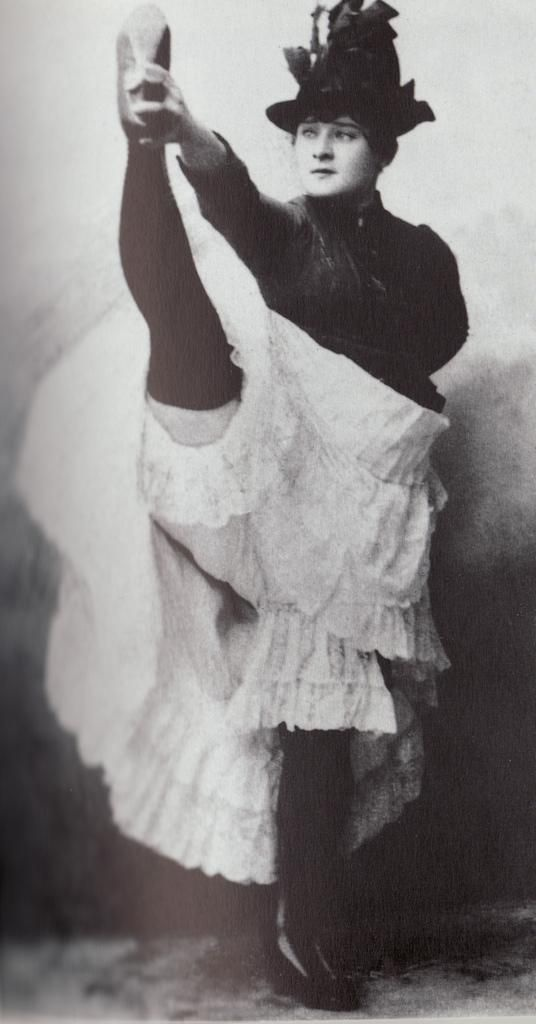
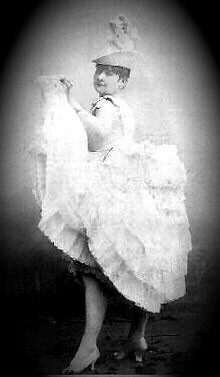